# Campeonato Catarinense de Futebol Feminino de 2022
O Campeonato Catarinense de Futebol Feminino de 2022 foi a décima quarta edição deste campeonato de futebol feminino organizado pela Federação Catarinense de Futebol. Foi disputada por cinco equipes entre os dias 8 de outubro a 26 de novembro.
O título do campeonato ficou com a equipe do Kindermann/Avaí após vencer o Criciúma na final. O primeiro jogo foi no estádio Heriberto Hülse em Criciúma e terminou com a vitória do time visitante por 4 a 0. O segundo jogo foi realizado na casa do Avaí/Kindermann, no estádio Salézio Kindermann. Com o placar de 5 a 2, o time do sul do estado do estado ficou com o título do Campeonato Catarinense Feminino.
Como o Avaí/Kindermann já está na primeira divisão do Campeonato Brasileiro Feminino, o Criciúma garantiu vaga para a Série A3 de 2023.

## Formato e participantes
O Campeonato Catarinense Feminino foi realizado em duas fases. Os cinco participantes foram divididos em somente um grupo que se enfrentaram em turno único entre si, onde as duas melhores equipes avançaram para a final, que foi realizada em jogos de ida e volta.
O campeão garante vaga para a Série A3 de 2023 desde que não esteja em outras séries da competição nacional, caso isso aconteça a vaga será repassada ao vice-campeão.

### Critérios de desempate
Na fase de pontos corridos, em caso de igualdade na pontuação, são critérios de desempate: 

1) mais vitórias; 

2) melhor saldo de gols; 

3) mais gols pró; 

4) confronto direto; 

5) menos cartões vermelhos; 

6) menos cartões amarelos; 

7) sorteio. 

### Participantes
| Equipe              | Cidade         | Estádio                  | Títulos                                                                      |
| ------------------- | -------------- | ------------------------ | ---------------------------------------------------------------------------- |
| Avaí/Kindermann     | Caçador        | Salézio Kindermann       | 12 (2008, 2009, 2010, 2011, 2012, 2013, 2014, 2015, 2017, 2018, 2019 e 2021) |
| Criciúma            | Criciúma       | CT Antenor Angeloni      | —                                                                            |
| Juventus de Jaraguá | Jaraguá do Sul | João Marcatto            | —                                                                            |
| Metropolitano       | Blumenau       | Guilherme Jensen         | —                                                                            |
| Pedra Branca        | Palhoça        | Campo do Clube Atlântico | —                                                                            |

## Final
Jogo de ida
| 22 de novembro | Criciúma | 0 – 4  | Avaí/Kindermann                                             | Heriberto Hülse, Criciúma            |
| 15:00          |          | Súmula | 2' Roqueline · 56' Tayane · 64' Camila Arrieta · 72' Raquel | Árbitro: SC Tainan Bordignon Somensi |

Jogo de volta
| 26 de novembro | Avaí/Kindermann                                                                 | 5 – 2  | Criciúma            | Salézio Kindermann, Caçador          |
| 15:00          | Camila Arrieta 1' · Siméia 21' · Tayane 53' · Raquel 63' · Fabiola Sandoval 86' | Súmula | 2', 25' Jaine Lemke | Árbitro: SC Tainan Bordignon Somensi |

## Premiação
| Campeão do Campeonato Catarinense de Futebol Feminino de 2022 |
| ------------------------------------------------------------- |
| Kindermann/Kindermann Campeão (13° título)                    |